# 国民美術協会 (フランス)
国民美術協会（こくみんびじゅつきょうかい）、ソシエテ・ナショナル・デ・ボザール (Société nationale des beaux-arts, SNBA) は、150年を超える歴史を持つフランスの美術団体。
1648年に設立された王立絵画彫刻アカデミーの流れをくみ、1862年に設立。まもなく活動は停滞するが、1889年のパリ万国博覧会を機にロダンらが再興し、現在に繋がる礎を築く。
フランス五大美術団体のなかで特にフランス具象派の流れを忠実に守り続けてきた団体で、フランス歴代大統領が後援する唯一の団体でもある。

## 1860年代初頭の活動
1862年に設立され、当初の理事長は作家のテオフィル・ゴーティエ、副理事長はエメ・ミレーであった。その他の理事は、画家のウジェーヌ・ドラクロワ、アルベール＝エルネスト・カリエ＝ベルーズ、ピエール・ピュヴィス・ド・シャヴァンヌであり、展覧会にはレオン・ボナ、ジャン＝バティスト・カルポー、シャルル＝フランソワ・ドービニー、ギュスターヴ・ドレ、エドゥアール・マネらが出展した。1864年、ドラクロワの死後間もなく、協会ではその248点の油絵とリトグラフの大回顧展を開催したが、その後、展覧会は行われなくなった。

## 1890年以降の活動
1890年、国民美術協会は、ジャン＝ルイ＝エルネスト・メッソニエ、シャヴァンヌ、ジュール・ダルー、オーギュスト・ロダン、カロリュス＝デュラン、フェリックス・ブラックモン、カリエ＝ベルーズらの下で再興され、以来、シャン・ド・マルス（旧練兵場）で毎年展覧会を開催した。
これは、リュシアン・シモンなどの若い画家たちが、フランス芸術家協会の運営するサロン・ド・パリの旧態依然としたアカデミズムに飽きたらず、ロダンやシャヴァンヌといった巨匠の援護を得て、新しい考え方を採り入れた展覧会を開こうとした、サロン・ド・パリからの分離運動であり、多くの批評家から歓迎された。
歴代会員にはマティス・・・など。
1926年、「ピュヴィ・ド・シャヴァンヌ賞」が創設された。グラン・パレまたはパリ市立近代美術館で受賞者の展覧会を行っている。主な受賞者は、fr:Jean-Gabriel Domergue（1944年）、fr:Tristan Klingsor、fr:Geoffroy Dauvergne（1952年）、fr:Albert Decaris（1957年）、fr:Jean Picard Le Doux（1958年）、fr:Maurice Boitel（1963年）、Pierre Gaillardot（1966年）、fr:Pierre-Henry（1968年）、fr:Louis Vuillermoz（1969年）、fr:Daniel du Janerand（1970年）、fr:Jean-Pierre Alaux（1971年）、fr:Jean Monneret（1975年）、fr:Maurice Buffet（1977年）、fr:André Hambourg、（1987年）である。
2007年、国民美術協会の理事会は名誉会員の称号を創設し、Maurice Boitelに授与した。現在はミッシェル・キングが会長である。S.N.B.Aの会場はルーブル美術館内のカルーゼルルーブル催事場で毎年12月に行われる。

## 日本人の活動
1893年、黒田清輝が日本人として初入選、歴代会員には藤田嗣治、横山大観など。
20世紀終わりには、荻須高徳に続いて、マツダタカアキ、トヨタカツフミ、コバヤシカズコ、ハンドウヒデオ、ツイシヨウコ、サトヤマノボルなど日本人画家の出展があった。
近年はサロンに置いて、日本人作家の受賞や活躍もめざましい。赤木曠児郎は名誉副会長を務めている。

### 2002年
- 画家　赤木曠児郎　Puvis de Chavannes賞
- 画家　赤枝潤二郎　奨励賞

### 2007年
- 漫画家　花村えい子　特別賞

### 2008年
- 木版画家　藤田淑子　名誉賞
- 画家　垣見久子　ブロンズ賞

### 2011年
- 版画家　中島通善　銀賞

### 2013年
- ジュエリーデザイナー　近藤京子　審査員賞
- ジュエリーデザイナー　高田マリナ　審査員賞
- 津軽こぎん刺し作家　間山淑子　審査員賞
- ビーズデザイナー　追立美幸　審査員奨励賞
- ジュエリーデザイナー　結城孝子　審査員奨励賞

### 2014年
- 写真家　甲斐扶佐義　Jean La Riviere賞
- 書家　紫舟　金賞 審査員金賞
- 空間デザイナー　長谷川喜美　金賞　審査員金賞
- ジュエリーデザイナー　田阪かおる　審査員奨励賞
- 版画家　中島通善　審査員特別賞

### 2015年
- 石垣焼窯元、金子晴彦　審査員賞 金賞

### 2016年
- 画家　八木 道夫　Germain David Nillet賞[3]
- 書家　中塚翠涛　審査員金賞 金賞[3]
- 画家　志水久　審査員賞[3]
- 写真家　鈴木秀総　金賞[3][4]
- 日本画家　豊嶋正誼　銀賞[3]
- 染色作家　阿部緑　審査員特別賞[3]

### 2017年
- 画家　カテイトエ（梅津諭・和枝）　審査員賞[5]
- 彫刻家　戸田和子　審査員賞[5]
- フラワーデザイナー　落合邦子　審査員特別賞[5]
- 画家　福王寺一彦　金賞 審査員銀賞[5]
- 漫画家　花村えい子　名誉賞[5]
- デザイナー　川上俊　金賞[5]

### 2018年
- 版画家　中島通善　銀賞

### 2019年
- 版画家　中島通善　金賞